# Fabaria
Fabaria era un sacrificio que se hacía en Roma sobre el monte Celio con harina de habas y tocino. 
Se celebraba el primer día de junio en honor de la diosa Carna, mujer de Jano, como se lee en Nonio en la palabra «Macto»; de donde provino el llamar a las calendas de junio fabariae. Fue Lucio Junio Bruto, primer cónsul de los romanos, quien consagró este día a la honra de la diosa Carna después de que se hubiesen expelido los Tarquinos. 